# 2024 en ski
| Années du ski : 2021 - 2022 - 2023 - 2024 - 2025 - 2026 - 2027    |
| Décennies du ski : 1990 - 2000 - 2010 - 2020 - 2030 - 2040 - 2050 |

Cet article présente les faits marquants de l'année 2024 en ski.

## Évènements
- 10 mars, en Norvège, Fin de carrière au sein de l’Equipe de France de ski nordique, à près de 38 ans, du skieur Maurice Manificat, à l’issue du 50 km de Holmenkollen.

## Compétitions
- Coupe du monde de ski alpin 2023-2024

## Décès
- 7 janvier : décès à 37 ans de Mateusz Rutkowski, sauteur à ski polonais[1].